# Бабийчук, Роман Павлович
Роман Павлович Бабийчук (1903—1974) — политический работник советских Вооружённых Сил, генерал-лейтенант (1954).

## Биография
Родился в 1903 году, в Киеве.
С 1925 года  по 1926 год проходил срочную службу в РККА.
В 1926 году принят в члены ВКП(б).
В РККА с ноября 1932 года.
В мае- сентябре 1939 года принимал участие в боях на Халхин-Голе, за боевые отличия был награждён орденом орденом Красного Знамени.
С ноября 1939 по март 1940 года, участвует в советско-финляндской войне, за отличия в которой награждён орденом Красной Звезды. 
С 19 сентября 1940 года - заместитель начальника отдела политической пропаганды 7-го танкового корпуса.
С 20 марта 1941 года  - заместитель командира 21-го механизированного корпуса по политчасти Северо-Западного фронта. 
С началом Великой Отечественной войны бригадный комиссар Бабийчук  в прежней должности. Принимал участие в приграничном сражении в районе города Даугавпилс, а затем отступал на псковском направлении.
С 10 января 1942 года - военный комиссар 163-й стрелковой дивизии. 
С марта 1942 года и до конца войны Бабийчук- член Военного Совета 33-й армии.
6 декабря 1942 года Бабийчуку присвоено звание генерал-майор.
9 июля 1945 года приказом НКО СССР № 0139 генерал-майор Бабийчук освобожден от должности члена Военного совета 33-й армии и назначен членом Военного совета Смоленского ВО.
С января 1947 года член Военного совета Белорусского военного округа.
31 мая 1954 года Бабийчуку присвоено звание генерал-лейтенант.
В марте 1959 года уволен в запас.
Умер 21 декабря 1974 года. Похоронен  на  Байковом  кладбище в  Киеве.

## Награды
СССР
- три ордена Ленина (21.07.1944[6], 29.05.1945[7], 30.12.1956[8][9])
- три ордена Красного Знамени (23.08.1939[8], 28.09.1943[8], 19.11.1951[8][9])
- орден Кутузова I степени (06.04.1945)[10]
- орден Кутузова II степени (09.04.1943)[11]
- два ордена Красной звезды (21.03.1940[8], 30.04.1947[8][9])
  - Медали СССР в.т.ч.:
  - «За боевые заслуги» (03.11.1944)[9]
  - «За Победу над Германией в Великой Отечественной войне 1941—1945 гг.»
  - «За взятие Берлина»
  - «За освобождение Варшавы»

Других государств
- офицер ордена «Легион почёта» (15.05.1945, США)
- кавалер рыцарского ордена «Виртути Милитари» (ПНР)
- орден «Крест Грюнвальда» III степени  (ПНР)
- медаль «За Одру, Нису и Балтику» (ПНР)
- медаль «За Варшаву 1939—1945» (ПНР)
- орден Красного Знамени (МНР)
- Знак «Участнику боёв у Халхин-Гола»